# Argyresthia castaneela
Argyresthia castaneela је инсект из реда лептира (Lepidoptera) и потпородице Argyresthiinae. 

## Распрострањење
Ареал врсте је био ограничен на једну државу. Сједињене Америчке Државе су биле једино познато природно станиште врсте.

## Угроженост
Ова врста је наведена као изумрла, што значи да нису познати живи примерци.